# ميغالوشيليز
ميغالوشيليز (Megalochelys) هي جنس منقرض من السلاحف العملاقة التي عاشت من العصر النيوجيني تحديدا من فترة الميوسين إلى العصر الجليدي.

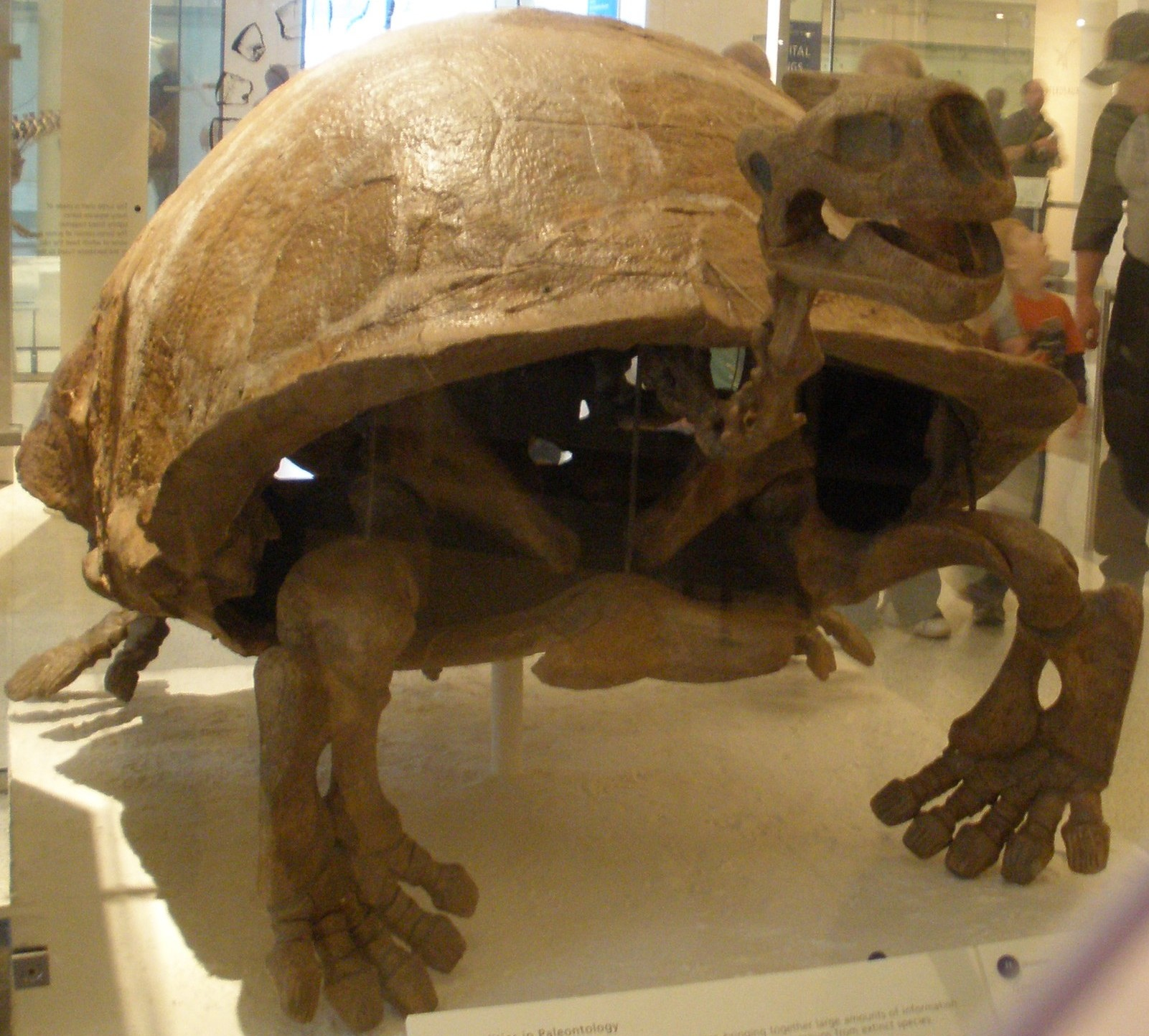

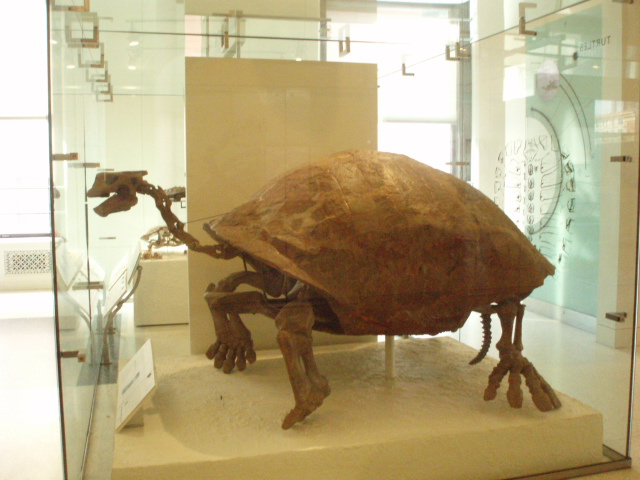
هيكل عظمي لميغالوشيليز

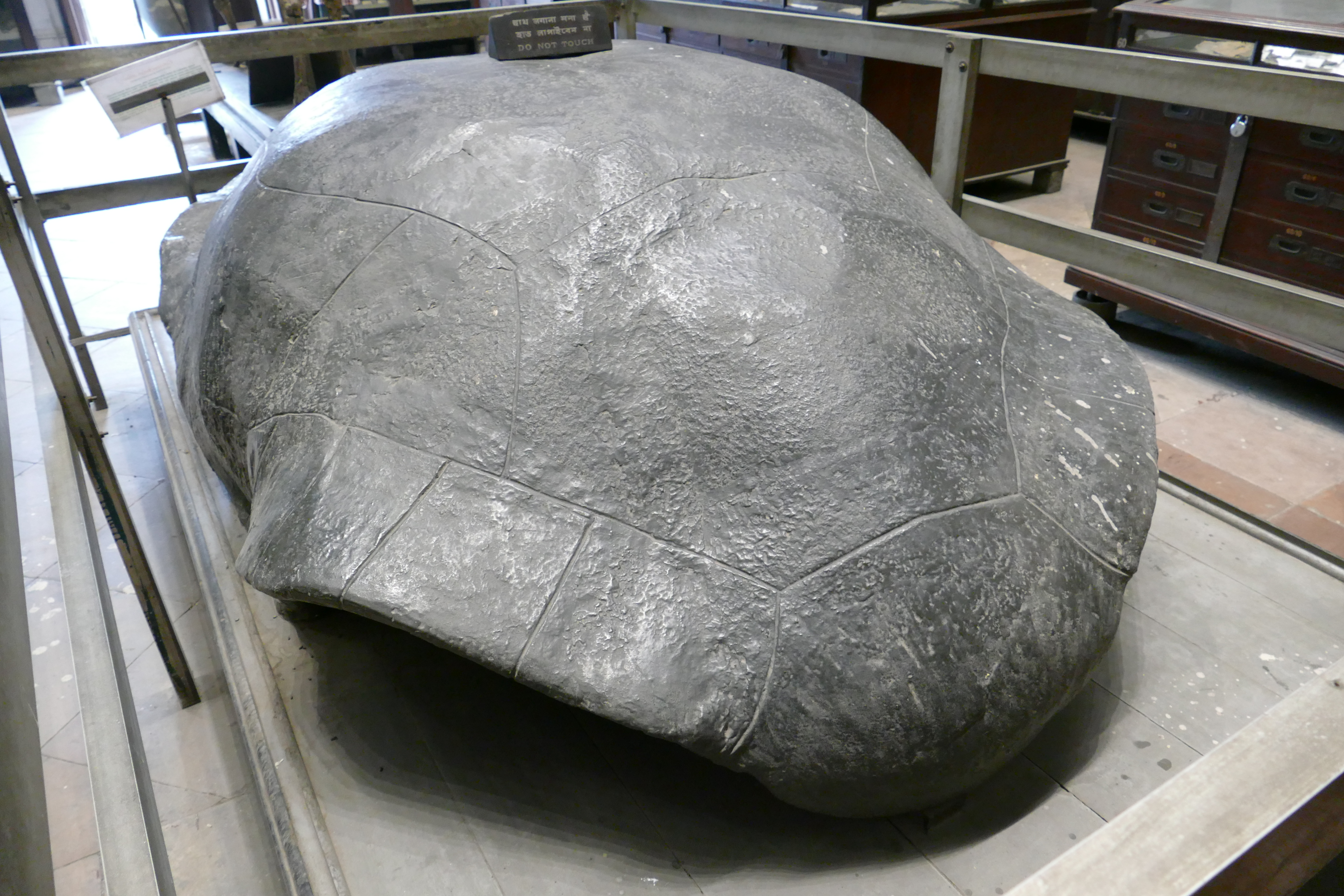

يبلغ طول صدفتها من 2الى2.8 متر، ويبلغ إرتفاعها  1.8 مترا ويقدر وزنها حوالي4 أطنان وهي أحد أكبر السلاحف التي مشت على الأرض إن لم تكن أكبر سلحفاة أرضية اي برية على مر التاريخ.